# Hambis
Hambis o Colonia Hambis es una localidad y centro rural de población con junta de gobierno de 3ª categoría del distrito Tercero del departamento Colón, en la provincia de Entre Ríos, República Argentina. Se ubica 11 km al oeste de La Clarita.
La población de la localidad, es decir sin considerar el área rural, era de 72 personas en 1991 y de 87 en 2001. La población de la jurisdicción de la junta de gobierno era de 189 habitantes en 2001.
En la localidad hay una empresa dedicada a la producción de aceite de canola. Cuenta con una institución deportiva que juega en la liga de fútbol local. Es una zona de producción arrocera.
La junta de gobierno fue creada por decreto 5322/1985 MGJE del 23 de diciembre de 1985, sus límites jurisdiccionales fueron establecidos por decreto 5627/1987 MGJE del 28 de septiembre de 1987 y ampliados por decreto 5117/2002 MGJ del 6 de diciembre de 2002. Fue elevada a la categoría III por decreto 574/2003 MGJ del 4 de marzo de 2003.